# Xã Chariton, Quận Macon, Missouri
Xã Chariton (tiếng Anh: Chariton Township) là một xã thuộc quận Macon, tiểu bang Missouri, Hoa Kỳ. Năm 2010, dân số của xã này là 393 người.